# SPOTTED PRODUCTIONS
株式会社スポッテッドプロダクションズ（英語: SPOTTED PRODUCTIONS INC.）は、日本の独立系映画会社である。配給をメインに映画の企画・配給・宣伝などを主な事業とする。

## 概要
2005年より、映画配給会社・アップリンクより独立した直井卓俊による個人事業「SPOTTED PRODUCTIONS」として映画の配給・宣伝・制作、雑誌『SPOTTED701』ほかパンフレットの編集・発行、Tシャツ・CD制作・販売などを手がけて来た。2010年に法人化した後は企画・配給を中心として多くの作品を手掛けている。

## 不祥事

### 『童貞。をプロデュース』の出演者への性行為強要の告発
2017年（平成29年）8月25日、『童貞。をプロデュース』の公開10周年を記念した上映の初日舞台挨拶において、出演者の加賀賢三は、本作における性行為が強要されたものであったと激しく告発した。本作は当初、8月25日から31日まで上映する予定であったが、この騒動を受けて、26日以降の上映は中止となった。同月31日、監督の松江哲明とSPOTTED PRODUCTIONSの社長の直井卓俊は連名で声明「8.25（金）「童貞。をプロデュース」 10周年記念上映中止の経緯・ご報告につきまして」を発表し、「本作品の撮影は加賀氏の了承の下に行われ、強要などないことについて」として加賀の発言内容を否定した。
2年後の2019年（令和元年）12月5日、ガジェット通信の取材に応じた加賀は、強要が行われた当時の具体的な状況や、その前後に交わされた松江を含む関係者とのやり取りについて詳細を語り、2017年8月31日に松江・直井が連名で発表した声明に対する反論を行った。
上記のガジェット通信によるロングインタビューのウェブ公開で本件は再度注目を集め、約1週間後の2019年12月13日、配給のSPOTTED PRODUCTIONSのホームページにて、監督の松江哲明と配給会社代表の直井卓俊による謝罪文が掲載された。その後2019年12月13日の謝罪文はSPOTTED PRODUCTIONSのウェブサイト上から削除され、2020年1月21日に株式会社スポッテッドプロダクションズ代表取締役直井卓俊名義で「映画『童貞。をプロデュース』について（配給より経緯報告とお詫び）」との文章が掲載された。

## 主な映画
法人化前
2005年
- 『てばなとめいたんてい』（2005）-製作・配給・宣伝
- 『シャーリー・テンプル・ジャポンpart1&2』（2005）- 配給・宣伝
- 『おじさん天国』（2005）- 配給・宣伝

2007年
- 『童貞。をプロデュース』（2007）-配給・宣伝
- 『たそがれ』（2007）-配給・宣伝

2008年
- 『片腕マシンガール』（2008）- 配給・宣伝
- 『東京残酷警察』（2008）- 配給・宣伝
- 『デコトラ★ギャル奈美』（2008）- 配給・宣伝

2009年
- 『あんにょん由美香』（2009）- 製作・配給・宣伝
- 『ライブテープ』（2009）- 配給・宣伝
- 『SR サイタマノラッパー』（2009）- 配給・宣伝

2010年
- 『ロストパラダイス・イン・トーキョー』（2010）- 配給・宣伝
- 『SR サイタマノラッパー2 女子ラッパー☆傷だらけのライム』（2010）- 宣伝協力

法人化後
2010年
- 『魔法少女を忘れない』（2010）- 配給・宣伝

2011年
- 『UNDERWATER LOVE-おんなの河童-』（2011）- 配給・宣伝
- 『-×-（マイナス・カケル・マイナス）』(2011)- 配給協力
- 『ニュータウンの青春』（2011）-配給協力
- 『劇場版 神聖かまってちゃん ロックンロールは鳴り止まないっ』（2011）-製作・配給・宣伝

2012年
- 『フラッシュバックメモリーズ 3D』（2012）- 配給・宣伝
- 『こっぴどい猫』（2012）- 配給・宣伝
- 『SRサイタマノラッパー ロードサイドの逃亡者』（2012）- 製作・配給・宣伝
- 『あの娘が海辺で踊ってる』（2012）- 配給協力

2013年
- 『ダークシステム［完全版］』（2013）- 配給・宣伝
- 『暗闇から手を伸ばせ』（2013）- 配給・宣伝
- 『竜宮、暁のきみ』（2013）- 配給協力
- 『自分の事ばかりで情けなくなるよ』（2013）- 配給・宣伝
- 『恋の渦』（2013）- 配給・宣伝

2014年
- 『モーターズ』（2014）- 配給・宣伝
- 『百円の恋』（2014）- 配給・宣伝
- 『おんなのこきらい』（2014）-配給・宣伝
- 『5つ数えれば君の夢』（2014）- 製作・配給・宣伝
- 『友だちのパパが好き』（2014）- 配給・宣伝
- 『サッドティー』（2014）- 配給・宣伝
- 『鬼灯さん家のアネキ』（2014）- 配給・宣伝
- 『世界の終わりのいずこねこ』（2014）-配給・宣伝
- 『ワンダフルワールドエンド』（2014）-配給・宣伝

2015年
- 『飛べないコトリとメリーゴーランド』（2015）- 配給・宣伝
- 『101回目のベッド・イン』（2015）-配給協力
- 『いいにおいのする映画 (Be A Light To The World)』（2015）- 配給・宣伝
- 『私たちのハァハァ』（2015）- 配給・宣伝

2016年
- 『黒い暴動❤』（2016）- 製作・配給・宣伝
- 『脱脱脱脱17』（2016）- 配給・宣伝
- 『At the terrace テラスにて』（2016）- 配給・宣伝
- 『14の夜』（2016）- 配給・宣伝

2017年
- 『花に嵐』（2017）- 配給・宣伝
- 『カメラを止めるな！』（2017）- 配給協力
- 『スレイブメン』（2017）- 配給・宣伝
- 『聖なるもの』（2017）- 配給・宣伝
- 『少女邂逅』（2017）- 配給・宣伝
- 『なっちゃんはまだ新宿』（2017）-配給・宣伝
- 『逆光の頃』（2017）- 配給・宣伝
- 『はらはらなのか。』（2017）- 製作・配給・宣伝
- 『アイスと雨音』（2017）- 製作・配給・宣伝

2018年
- 『ウィッチ・フウィッチ』（2018）- 配給協力
- 『月極オトコトモダチ』(2018）-配給・宣伝
- 『暁闇』（2018）- 配給・宣伝
- 『左様なら』（2018）-配給・宣伝
- 『無限ファンデーション』（2018）-配給・宣伝
- 『ウルフなシッシー』（2018）- 配給協力
- 『松永天馬殺人事件』（2018）- 配給協力
- 『書くが、まま』（2018）- 配給協力
- 『満月の夜には思い出して』（2018）- 配給協力
- 『いつか輝いていた彼女は』（2018）- 配給・宣伝
- 『テロルンとルンルン』（2018）- 配給協力
- 『あの日々の話』（2018）- 配給・宣伝

2019年
- 『アストラル・アブノーマル鈴木さん』（2019）- 企画・配給・宣伝
- 『放課後ソーダ日和-特別版-』（2019）-配給・宣伝
- 『眉村ちあきのすべて』（2019）-配給・宣伝
- 『東京の恋人』（2019）- 配給・宣伝
- 『ドンテンタウン』（2019）- 配給・宣伝
- 『男の優しさは全部下心なんですって』（2019）-配給・宣伝
- 『街の上で』（2019）- 配給協力

2020年
- 『COMPLY+-ANCE』（2020）- 配給・宣伝
- 『彼女来来』（2021）- 配給・宣伝
- 『絶滅動物(VACATION)』（2021）-配給協力
- 『ワンダーウォール 劇場版』（2020）- 配給・宣伝（4月10日公開）
- 『アルプススタンドのはしの方』（2020）-配給・宣伝（7月24日公開）
- 『僕たちは変わらない朝を迎える』（2020）-配給

2021年
- 『REDLINE -10th Anniversary-』（2021）- 配給協力
- 『迷子になった拳』（2021）- 配給
- 『幕が下りたら会いましょう』（2021）- 配給・宣伝
- 『ほとぼりメルトサウンズ』（2021）- 配給・宣伝
- 『ハッピーエンディングス』（2021）- 配給・宣伝
- 『この日々が凪いだら』（2021）- 配給協力
- 『扉を閉めた女教師』（2021）- 配給・宣伝
- 『欲しがり奈々ちゃん〜ひとくち、ちょうだい〜』（2021）- 配給・宣伝

2022年
- 『愛なのに』（2022）- 配給・宣伝
- 『猫は逃げた』（2022）- 配給・宣伝
- 『辻占恋慕』（2020）- 配給・宣伝
- 『ビリーバーズ』（2022）-配給・宣伝（共同配給：クロックワークス）

2023年
- 『銀平町シネマブルース』（2022）- 配給・宣伝
- 『よっす、おまたせ、じゃあまたね。』（2022）- 配給・宣伝
- 『さよならエリュマントス』（2023）- 配給・宣伝
- 『まなみ100%』（2022）- 配給・宣伝
- 『サーチライト-遊星散歩-』（2022）- 配給・宣伝
- 『ブルーを笑えるその日まで』（2023）- 配給協力

2024年
- 『違う惑星の変な恋人』（2023）- 配給・宣伝
- 『このハンバーガー、ピクルス忘れてる。』（2024）- 配給
- 『ミレニアム・マンボ-4Kレストア版-』（2024）- 配給
- 『明けまして、おめでたい人』- 配給協力
- 『記憶の居所』（2023）- 配給協力
- 『朝をさがして』（2023）- 制作・配給
- 『水深ゼロメートルから』（2024）- 配給・宣伝
- 『冗談じゃないよ』- 配給協力
- 『新米記者トロッ子 私がやらねば誰がやる!』 - 配給・宣伝
- 『オアシス』　（2024） -　製作・配給・宣伝
- 『夜のまにまに』（2023）-配給協力
- 『冬物語』（2023）-配給協力

2025年
- 『YOUNG&FINE』　- 配給・宣伝
- 『となりの宇宙人』　- 配給・宣伝
- 『代々木ジョニーの憂鬱な放課後』（2025）- 製作・配給・宣伝

## 企画上映
- R18 LOVE CINEMA SHOWCASE（2006-2008）
- MOOSIC LAB（2012-2019）
- MOOSIC LAB［JOINT］（2020-）
- 大田原愚豚舎の世界-異能・渡辺紘文監督特集（2019-2020）
- KCU plus ONE -「代々木ジョニーの憂鬱な放課後」完成記念・木村聡志監督特集-（2025）

## 演劇
- 『ぶたい版・中学生日記』（2011）-制作協力
- 『アルプススタンドのはしの方』（2019）- 製作
- 『アルプススタンドのはしの方-高校演劇ver.』（2021）- 製作
- 『水深ゼロメートルから』（2021）- 製作
- 『あの頃、僕らは純文学だった（テアトロコントVOL.70）』（2024）-企画・製作